# Zoltán Szécsi
Zoltán Szécsi (né le 22 décembre 1977 à Budapest) est un joueur de water-polo hongrois.
Joueur de l'équipe de Hongrie de water-polo masculin, il est champion olympique aux Jeux olympiques de 2000, aux Jeux olympiques de 2004  et aux Jeux olympiques de 2008. Il est sacré champion du monde en 2003.